# Nueva Esperanza IV
Nueva Esperanza IV es un caserío peruano ubicado en el distrito de Huarmaca, perteneciente a la provincia de Huancabamba del departamento de Piura, al norte del Perú.

## Ubicación
Nueva Esperanza IV se ubica al este de la provincia de Huancabamba, en el distrito de Huarmaca, en el departamento de Piura.

## Demografía
En 2017 Nueva Esperanza IV tenía una población de 102 habitantes.